# Provincia di Oyón
La provincia di Oyón è una provincia del Perù, situata nella regione di Lima. La provincia è stata istituita nel 1821.

## Province confinanti
Confina a nord con la provincia di Cajatambo; a est con la regione di Pasco; a sud e a ovest con la provincia di Huaura.

## Geografia antropica

### Suddivisioni amministrative
È divisa in sei distretti (comuni)
- Andajes
- Caujul
- Cochamarca
- Naván
- Oyón
- Pachangara